# 仲町 (板橋區)
仲町（日语：／ Nakachō */?）是東京都板橋區的町名，為未設丁目的單獨町名。 
板橋區全域已實施住居表示。

## 地理
位於板橋區東南部。北鄰中板橋，東接榮町，南連大山町，西通彌生町。町域北邊有東武鐵道通過。

### 地價
依據2025年（令和7年）1月1日的公告地價，仲町12-2的住宅地價為61萬日圓/m2。

## 歷史

### 地名由來
古時屬下板橋宿小名山中。後再「中」字加上人字邊為「仲町」。

## 交通

### 鐵道
町內未設車站，可利用以下路線。
- 東武鐵道
  - 東武東上線：大山站（大山町與大山東町）、中板橋站（彌生町與中板橋）

### 巴士
- 國際興業巴士（日语：国際興業バス）
  - 仲町區民事務所、仲町
    - 赤51：行經西丘往赤羽站西口、行經陽光城往池袋站東口
    - 赤57：行經隧道往赤羽站西口、往日大醫院

## 設施
- 仲町地域中心
- 仲町區民事務所
- 東京都立板橋看護專門學校
- 轡神社－祭祀德川家康來訪此地時，馬匹所用的轡，也有一說是祭祀馬蹄。

## 備註
1. ↑   (CSV). 板橋区. 2025-03-04  [2025-03-21] （日语）. （ファイル元のページ）(CC-BY-4.0)
2. ↑  板橋区教育委員会『いたばしの地名』，1995年3月，P127。
3. ↑  . 国土交通省.   [2025-03-19] （日语）.